# De twaalf maanden
De twaalf maanden is een cyclus van zes panelen over de seizoenen geschilderd door Pieter Bruegel de Oude in 1565. Vijf van deze cultuurlandschappen op groot formaat zijn bewaard: Sombere dag, De terugkeer van de kudde en Jagers in de sneeuw in het Kunsthistorisch Museum te Wenen, De hooitijd in Paleis Lobkowicz te Praag en De korenoogst in het Metropolitan Museum of Art te New York. Het werk over de lente (april-mei) is verloren gegaan. De reeks, een hoogtepunt in Bruegels oeuvre, getuigt van zijn compositorische kracht en van zijn talent voor het observeren van mens en natuur.

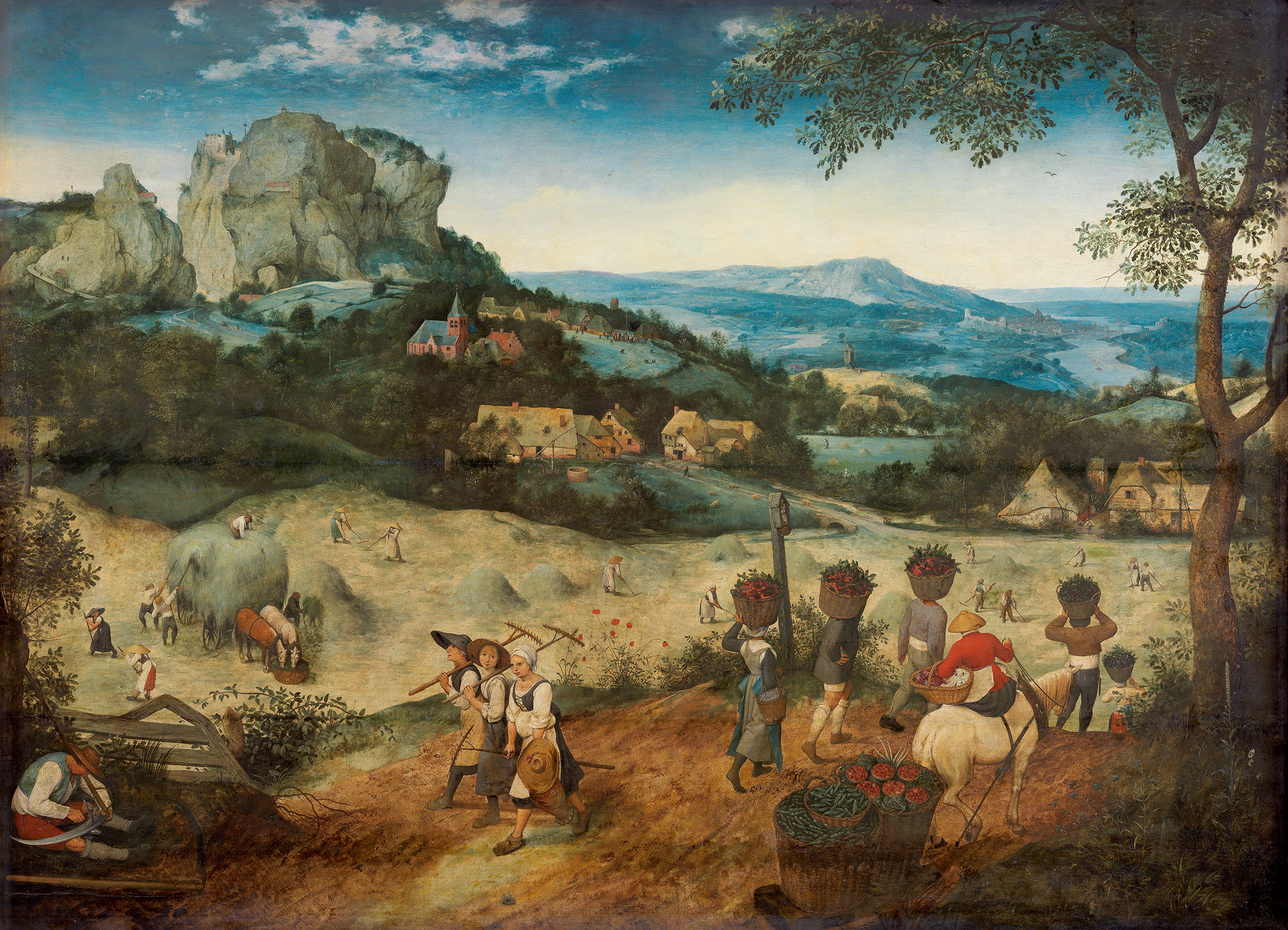
De hooitijd (juni-juli)
De korenoogst (augustus-september)
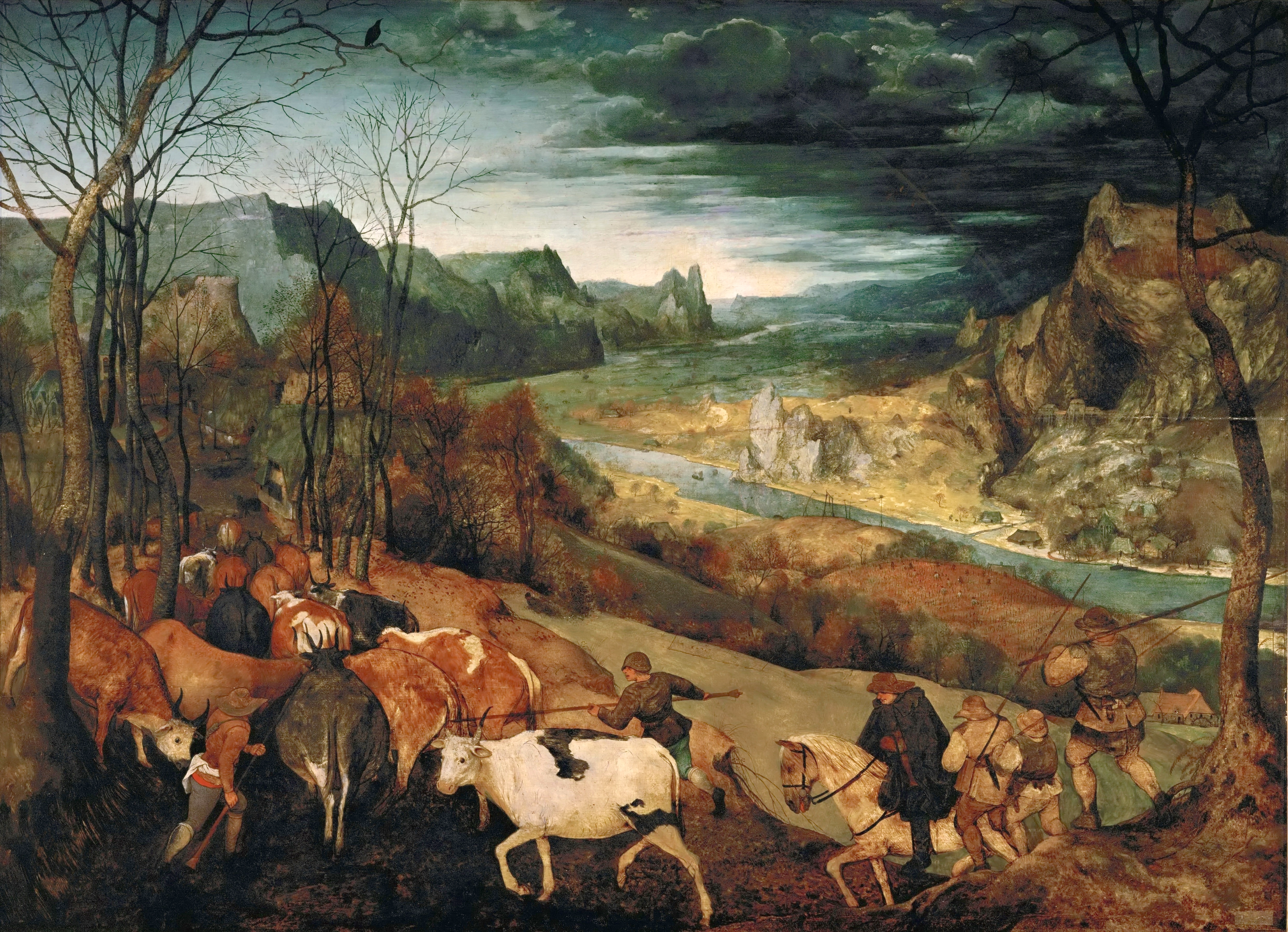
De terugkeer van de kudde (oktober-november)
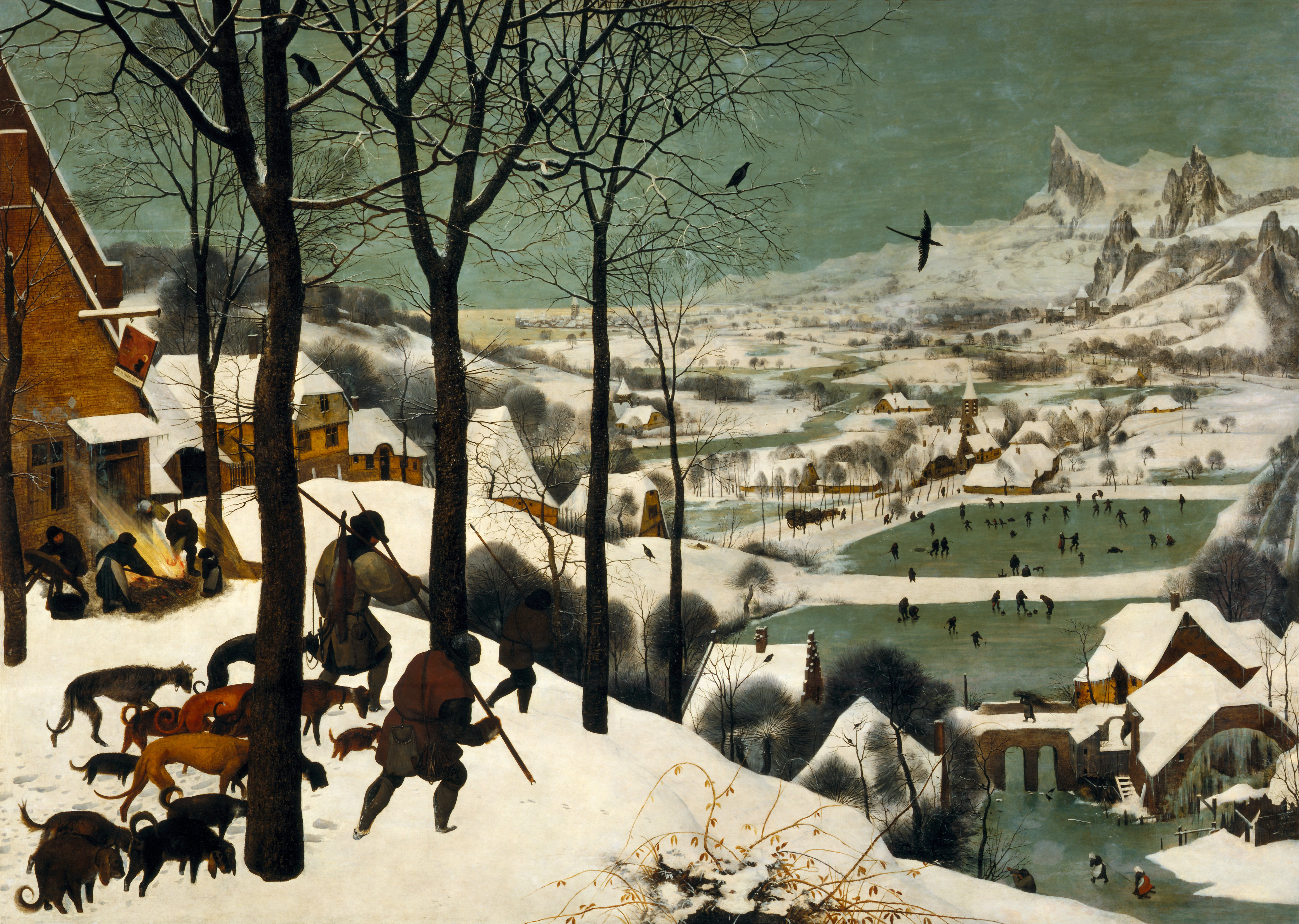
Jagers in de sneeuw (december-januari)
Sombere dag (februari-maart)

## Opdracht en bezitsgeschiedenis

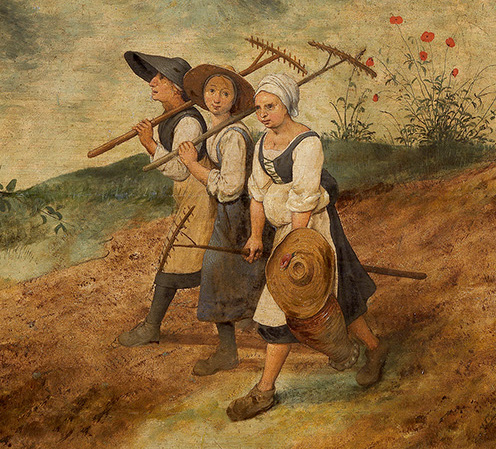
In deze groep uit De hooitijd kijkt het rechtse meisje donker voor zich uit terwijl het middenste glimlachend oogcontact maakt met de toeschouwer.

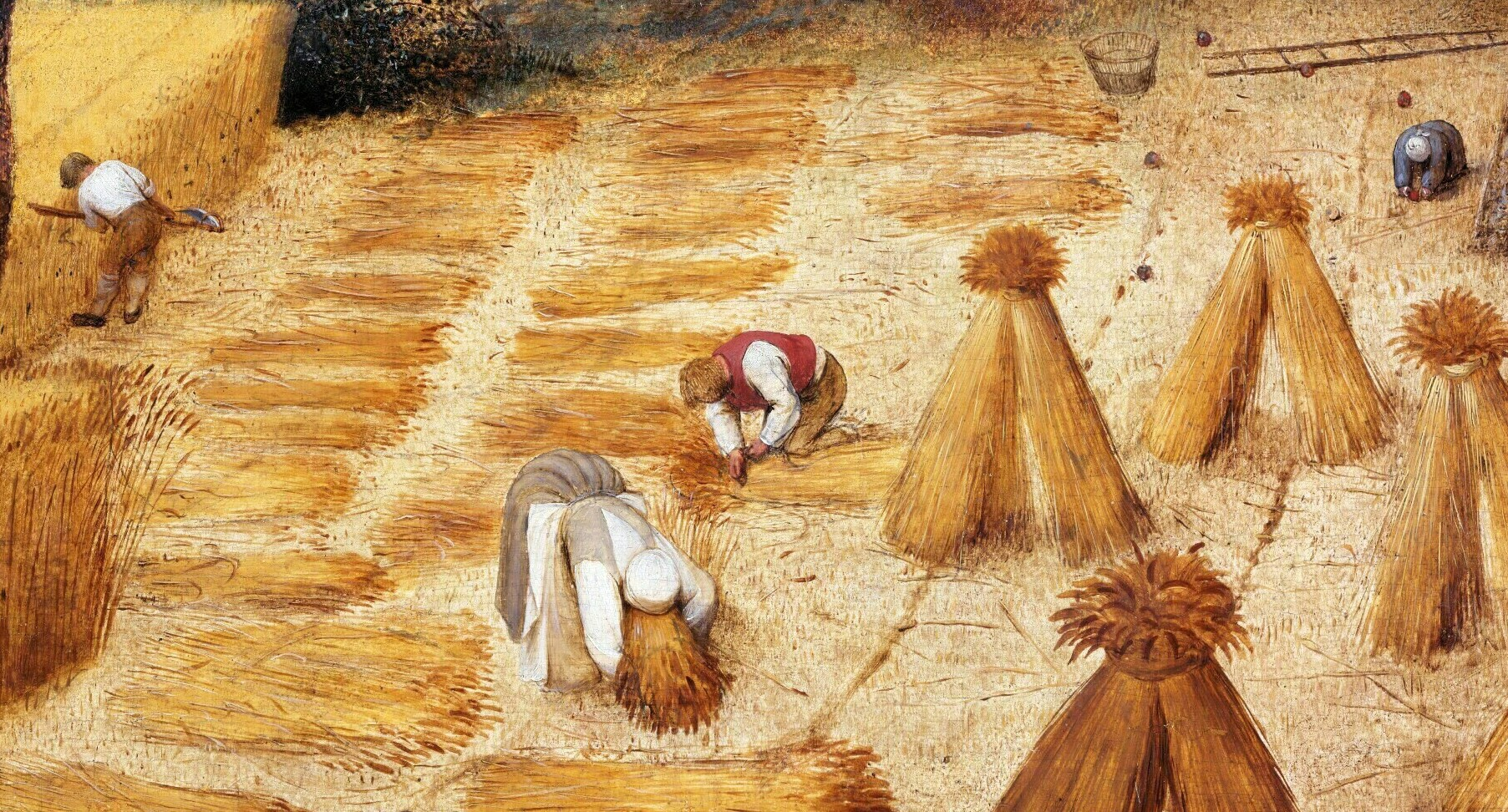
Een typisch bruegeliaans beeldrijm op De korenoogst: de gebukte vrouw en de opgebonden schoven.

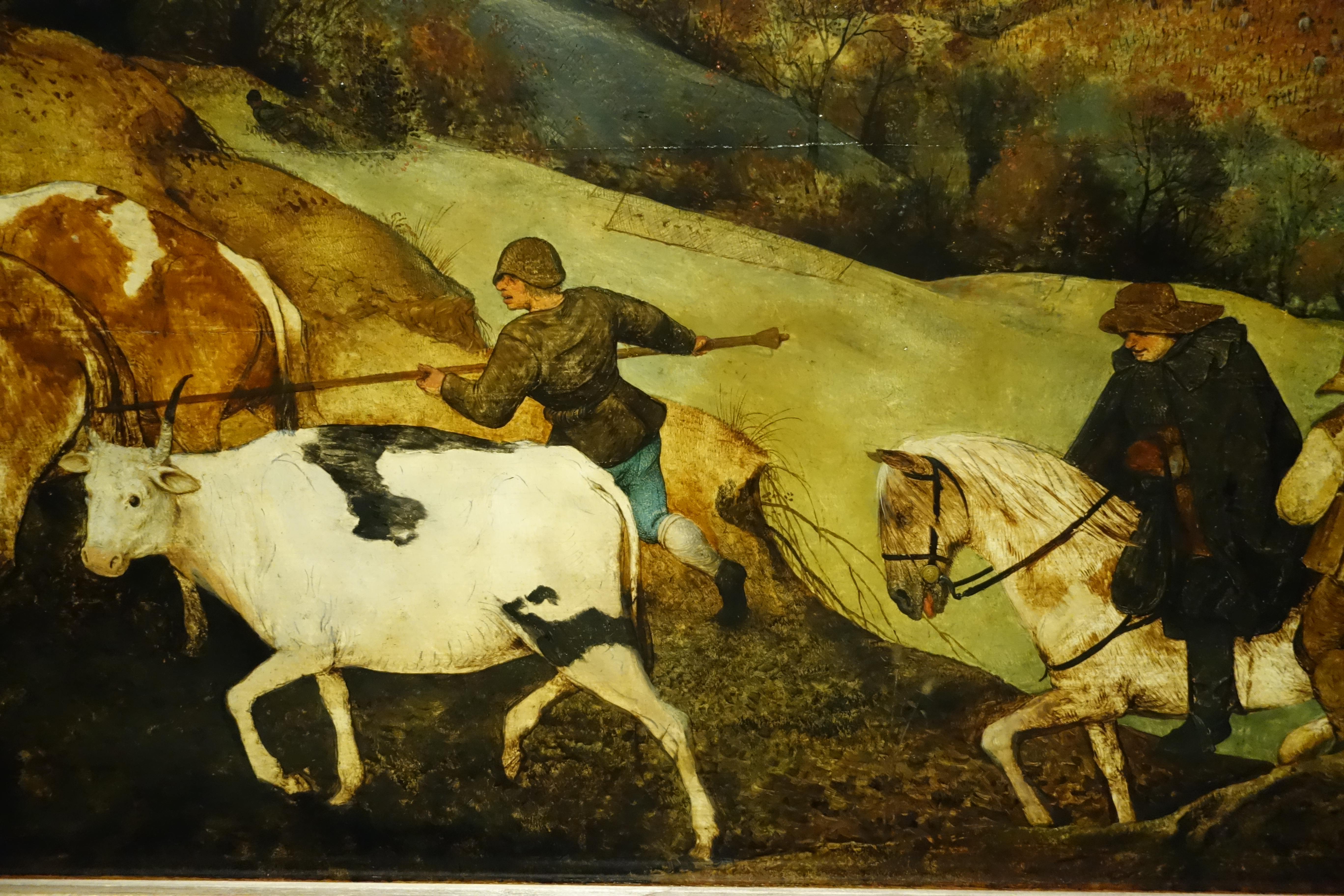
De blik van een los geschilderde koe op De terugkeer van de kudde trekt de kijker het schilderij in. De dun opgebrachte verf laat bewust de grondlaag doorschemeren om de witte vacht te creëren.

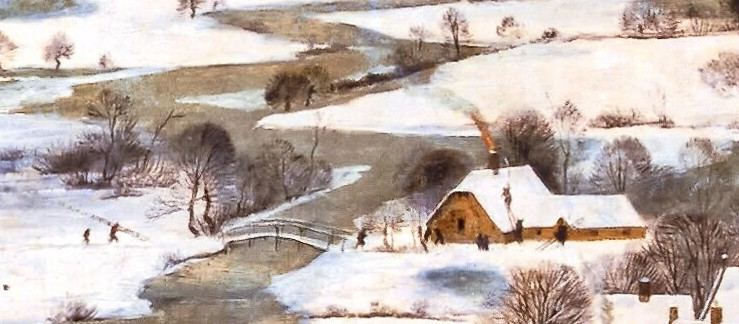
Miniaturistisch detail uit Jagers in de sneeuw: mannen met ladders gaan een schoorsteenbrand te lijf.

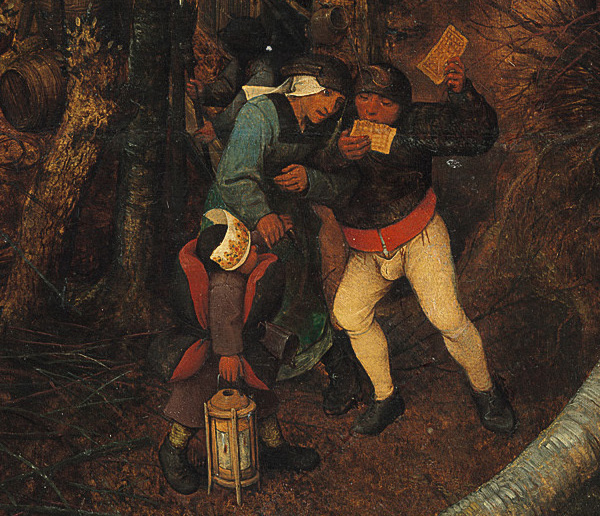
Tussen de donkerbruine tinten van Sombere dag zien we carnavalsvierders met wafels en een papieren kroon.

De vier gedateerde schilderijen uit de reeks dragen alle het jaartal 1565, een bijzonder productieve periode in Bruegels carrière. Aangenomen wordt dat ook de overige twee schilderijen uit de reeks in dat jaar tot stand kwamen. De opdrachtgever Nicolaas Jonghelinck, een kapitaalkrachtige Antwerpenaar, liet de cyclus naar alle waarschijnlijkheid maken voor de eetzaal van zijn speelhof net buiten de stadsmuren. We kennen de reekstitel uit een document waarin hij zijn Bruegelcollectie nog hetzelfde jaar in pand gaf aan de stad Antwerpen in verband met een schuld van zijn zakenpartner Daniël de Bruyne waarvoor hij zich borg had gesteld. Het is niet zeker of de schilderijen nog zijn teruggekeerd naar Jonghelincks buitenhuis, want ze zijn niet meer vermeld tijdens de afwikkeling van zijn nalatenschap in 1570. Andere verpande schilderijen zijn echter in 1571 verkocht door Jonghelincks erfgenamen, wat aangeeft dat ze niet aan de stad waren toegevallen en toelaat te vermoeden dat Jonghelinck ook van de Maanden nog heeft kunnen genieten in zijn laatste levensjaren. Het is goed denkbaar dat Jacob Jonghelinck ze van de hand heeft gedaan om de schulden van zijn broers nalatenschap aan te zuiveren. De reeks moet in 1594 terug op de markt zijn geweest en groot prestige hebben genoten, want in dat jaar werd ze voor 1.400 gulden aangekocht door het Antwerpse stadsbestuur bij kunsthandelaar Hane van Wijk als geschenk voor de nieuwe landvoogd Ernst van Oostenrijk ter gelegenheid van diens Blijde Inkomst. Zijn secretaris noteerde op 5 juli de gift van 6 Taffeln von den 12 monats Zeiten. Dat het wel degelijk om Bruegels serie ging, bleek toen de aartshertog het volgende jaar overleed en zijn inventaris vermeldde: Sechs Taffell, von 12 Monathen des Jahrs von Bruegel. Door vererving gingen de zes schilderijen over naar de verzameling van keizer Rudolf II te Praag, om vervolgens door zijn nazaten te worden meegenomen naar Wenen. In de inventaris van aartshertog Leopold Willem van Oostenrijk uit 1659 bleek één deel al te ontbreken (Fünff grosse Stückh einer grossen, warin die Zeiten des Jahrs). In de negentiende eeuw raakten nog twee schilderijen gescheiden van de keizerlijke verzameling.

## Reconstructie
De reeks heeft voor nogal wat discussie gezorgd of ze nu vier, zes of twaalf delen telde. Dat laatste standpunt, met de implicatie dat er zeven stuks onvindbaar waren, is tot 1989 verdedigd door de specialist Gibson. Charles de Tolnay had daarentegen in 1934 uit een vergelijking met kalenderminiaturen (Hennessy, Da Costa, Grimani) geconcludeerd dat er zes panelen waren geweest die telkens twee opeenvolgende maanden voorstelden. De juistheid van deze benadering is bevestigd door een tekening van Pieter Stevens II naar de Sombere Dag, waarop linksboven februaris en rechtsboven mert is genoteerd.
Eveneens is lang gedebateerd over de vraag welk schilderij de reeks opende. Nu eens zag men in Jagers in de sneeuw het openingsmotief, dan weer het slotakkoord. Het verdwenen stuk van de lente zou een logischer ouverture zijn, want de juliaanse Paasstijl die in Bruegels tijd nog werd gehanteerd, liet het jaar beginnen in april. Tegenwoordig benadrukt men vooral het cyclische karakter van de reeks, wat de hele discussie sterk relativeert. Men neemt aan dat de schilderijen de kamer rond waren opgehangen en niet op een rij als een fries. De horizonlijnen zijn immers niet exact gealigneerd en ook de composities zijn eerder autonoom dan naadloos verbonden.

## Compositie en stijl
Elk schilderij is een levensechte weergave van menselijke activiteiten in een panoramisch landschap. De vijf panelen hebben stuk voor stuk een eigen, met het jaargetijde overeenstemmend coloriet en atmosfeer: de zware gang van de jagers die haast zonder buit terugkeren in de krakende vrieskou, de lome velden onder de brandende zon, de modder waardoor de koeien trekken. Telkens zijn het licht, de wind en de temperatuur bijna voelbaar. De toon van het jaargetijde wordt mee gezet door het gemoed en gedrag van de personages. Mensen, dieren en gebouwen zijn harmonisch geïntegreerd in weidse landschappen, die door de schilder zijn gecomponeerd uit zijn herinneringen aan de Alpen en uit zijn Brabantse leefwereld. Het zijn dus geen bestaande plekken. Het compositorische meesterschap van Bruegel toont ook zich in de manier waarop hij eindeloze details en variatie aanbrengt zonder de eenheid te verstoren. De voorgrond, zoals vaak bij hem hoger gelegen en steil aflopend, is soms losser geschilderd. Op het middenplan leidt niet zelden een breed meanderende rivier de blik naar de horizon, waar zich scherpe rotsen aftekenen.

## Duiding
De cyclus ensceneert de relatie tussen de mens en de natuur. Waar Bruegel in zijn eerdere werk vaak 's mensen nietigheid in Gods schepping accentueert, zien we hier eerder beheersing van het landschap door arbeid, of toch minstens een moedige poging daartoe. Dood en verderf zijn nooit veraf, zoals de zinkende schepen op Sombere dag en de galgenberg op De terugkeer van de kudde getuigen. Maar ook humor, rust en vertier krijgen hun plaats. Het ensemble is wellicht best te duiden als een uiting van religieus geïnspireerd humanisme. In het bijzonder meent men stoïcisme te herkennen. De schilder rivaliseert in uitdrukkingskracht met de dichtkunst (paragone) en met de natuur zelf. In zijn album amicorum zou Ortelius als verklaring voor de vroege dood van zijn vriend Bruegel opperen dat de natuur hem had weggenomen uit vrees dat de kwaliteit van zijn artistieke imitatie haar zou blootstellen aan misprijzen. Aemulatio en varietas waren andere idealen uit de oudheid die Bruegel met succes nastreefde. Voorts wordt de reeks in verband gebracht met de opkomende kosmografie en geografie. De vriendschap van Bruegel met de cartograaf Ortelius toont aan dat hij deel was van dit geleerde gezelschap. De negatieve kijk van dit milieu op boeren, die soms in ander werk van Bruegel wordt vermoed, lijkt in De twaalf maanden afwezig.

## Invloeden
In de schilderkunst bestaat geen directe voorganger op het formaat van De twaalf maanden. Duidelijk is dat kalenderminiaturen uit de getijdenboeken van invloed zijn geweest. Bruegel was vertrouwd met deze traditie dankzij zijn schoonmoeder Mayken Verhulst en zijn Romeinse vriend Giulio Clovio. Ongetwijfeld kende hij het werk van miniaturisten als de gebroeders Van Limburg, Gerard Horenbout en Simon Bening, wiens Breviarium-Grimani bladzijden bevat die zodanig iconografisch verwant zijn, dat men niet uitsluit dat Bruegel het onder ogen kreeg in Venetië. Mogelijk valt ook een lijn te trekken naar de kartons voor wandtapijten, overvloedig aanwezig in het Brussel waar Bruegel schilderde. Reeksen als de Jachten van Maximiliaan en de Verovering van Tunis integreerden grootse landschappen. Bruegel verwerkte deze invloeden en ging ermee aan de slag om landschapskunst op een volstrekt nieuw formaat te bedrijven. De impact van zijn werk op de schilderkunst was wellicht niet in verhouding tot de prestatie: de gebruikelijke kopieën ontbreken volledig, allicht omdat het werk weinig toegankelijk was. Toch heeft het anderen geïnspireerd en wordt het ook gezien als een voorloper van autonome genreschilderkunst.

## Het verdwenen paneel

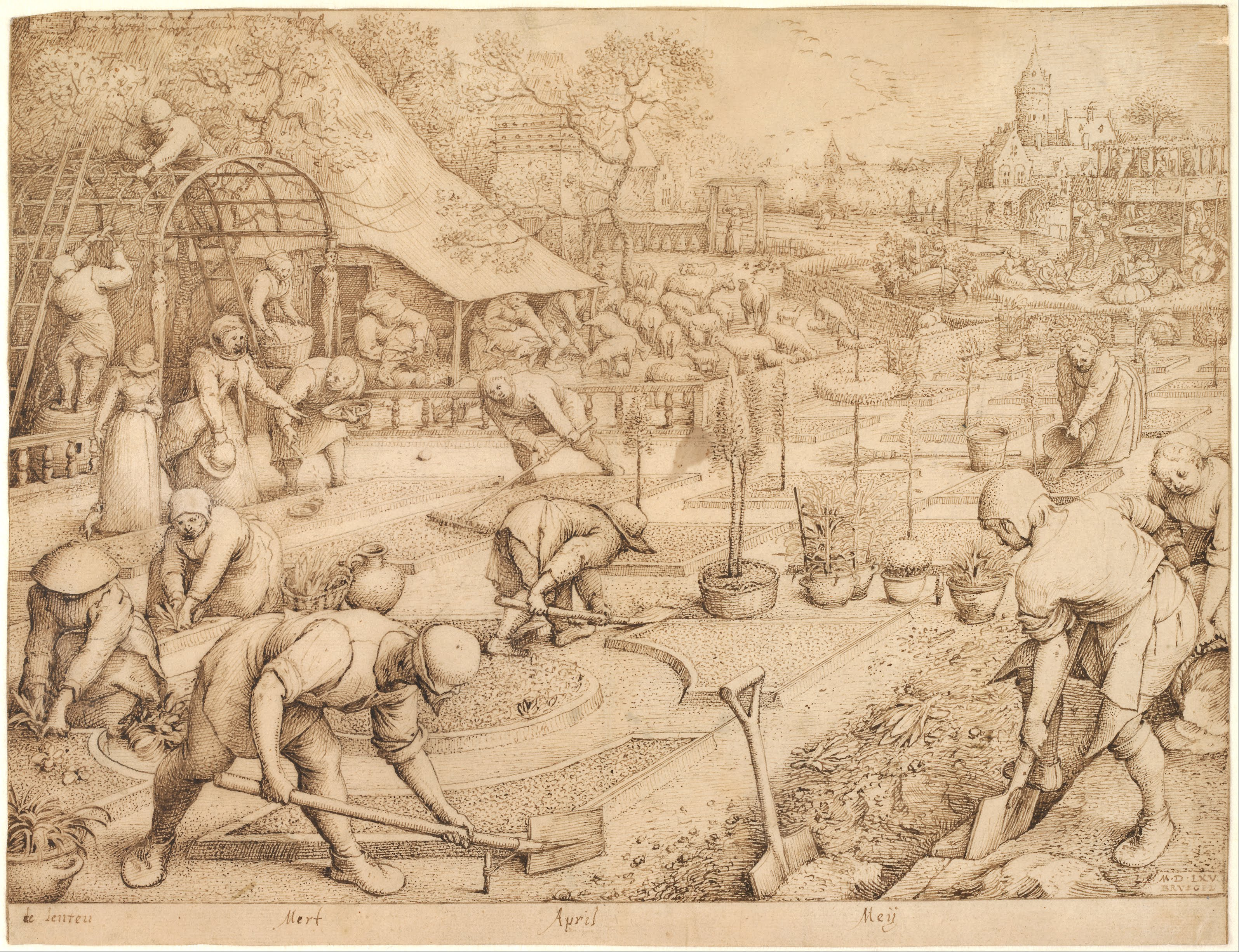
De lente, 1565 (tekening van Bruegel in de Albertina)

Van het stuk dat de lente voorstelt (april-mei) ontbreekt elk spoor sedert het in 1659 niet meer in de keizerlijke collectie voorkwam. Het moet pas kort voordien zijn verdwenen, want David Teniers de Jonge schreef in zijn Theatrum pictorum, gepubliceerd in 1660, dat hij de zes delen had zien hangen tussen en onder de vensters van de Stallburg. Als het schilderij enigszins aansloot bij de tekening die Bruegel in 1565 maakte voor Hiëronymus Cock, dan beeldde het vrij verrassend een geometrische tuin af met perken, priëlen en een pergola. Bleef hij dichter bij de andere delen, dan zal het eerder een plattelandstafereel zijn geweest, waarin alvast volgens één auteur bijenteelt, schaapscheren en boeren-liefdesparen niet konden ontbreken. Een lenteschilderij uit 1560 dat in 1815 opdook en aan Bruegel werd toegeschreven, toonde dan weer spelende kinderen. Deze mogelijke voorloper van het paneel is sindsdien zelf verdwenen. De Brit Michael Frayn bouwde de intrige van zijn roman Headlong (1999) rond het terugvinden van het zesde deel van de Maanden.

## Voetnoten
1. ↑  Iain Buchanan, "The Collection of Niclaes Jongelinck: II. The 'Months' by Pieter Bruegel the Elder", in: Burlington Magazine, 1990, p. 549
2. ↑  Alice Hoppe-Harnoncourt, "Antwerp – Brussels – Prague – Vienna. On the Tracks of the Vienna Bruegels", in: Elke Oberthaler e.a. (eds.), Bruegel. The Master, tent.cat., 2018, p. 331
3. ↑  Karl von Tolnai, "Studien zu den Gemälden Pieter Bruegels d. Ä.", in: Jahrbuch der Kunsthistorischen Sammlungen in Wien, 1934, p. 105-135
4. ↑  Hans J. van Miegroet, "'The Twelve Months' Reconsidered. How a Drawing by Pieter Stevens Clarifies a Bruegel Enigma", in: Simiolus, 1986, nr. 1, p. 29-35
5. ↑  Sabine Pénot en Elke Oberthaler, "The Seasons", in: Elke Oberthaler e.a. (eds.), Bruegel. The Master, tent.cat., 2018, p. 214
6. ↑  Ernst van der Vossen, "De 'Maandenreeks' van Pieter Bruegel den Ouden", in: Oud Holland, 1951, p. 103-116
7. ↑  Leen Huet, Pieter Bruegel. De biografie, 2016, p. 264

Landschap met de parabel van de zaaier (1557) · Wie een varken is, moet in het kot (1557) · Twaalf spreekwoorden (1558) · De spreekwoorden (1559) ·  De strijd tussen Vasten en Vastenavond (1559) · De kinderspelen (1560) · De zelfmoord van Saul (1562) · Twee aapjes (1562) · De val der opstandige engelen (1562) · De triomf van de dood (ca. 1562) · Dulle Griet (1563) · De vlucht naar Egypte (1563) · Gezicht op de baai van Napels (ca. 1563) · De bouw van de toren van Babel (1563) · De aanbidding door de wijzen in de sneeuw (1563) · De kruisdraging (1564) · De aanbidding door de wijzen (1564) · De ontslaping van Maria (ca. 1564) · Christus en de overspelige vrouw (1565) · De hooitijd (juni/juli) (1565) · De oogst (augustus/september) (1565) · De terugkeer van de kudde (oktober/november) (1565)  · Jagers in de sneeuw (december/januari) (1565) · De sombere dag (februari/maart) (1565) · Winterlandschap met schaatsers en vogelknip (1565) · De kindermoord te Bethlehem (ca. 1566) · De boerenbruiloftsdans (1566) · De volkstelling te Bethlehem (1566) · De prediking van Johannes de Doper (1566) · De Sint-Maartenswijn (1566-67) · Het Land van Kokanje (Luilekkerland) (1567) · De bekering van Paulus (1567) · Het bruiloftsmaal (ca. 1567) · De dorpskermis (ca. 1567) · De toren van Babel (ca. 1568?) · Drie soldaten (1568) · De nestrover (1568) · De misantroop (1568) · De parabel van de blinden (1568) · Hoofd van een boerin (ca. 1568) · De kreupele bedelaars (1568) · De ekster op de galg (1568)
Landschap met de verschijning van Christus aan het meer van Tiberias (1553) · De aanbidding door de wijzen (ca. 1556) · De val van Icarus (ca. 1565)
De grote vissen eten de kleine · Zeeslag in de Straat van Messina